# Chị Tư Hậu
Chị Tư Hậu là một phim truyện nhựa của Điện ảnh Việt Nam, do Hãng phim truyện Việt Nam sản xuất năm 1962, đạo diễn Phạm Kỳ Nam.
Phim được chương trình Cine 7 - Ký ức phim Việt lựa chọn.

## Nội dung
Phim nói về cuộc đời một người phụ nữ miền Nam Việt Nam tên là Tư Hậu trong kháng chiến chống Pháp. Phim được chuyển thể từ kịch bản là tác phẩm văn học của nhà văn Bùi Đức Ái viết năm 1958: tác phẩm Một chuyện chép ở bệnh viện. Diễn viên điện ảnh Trà Giang đóng vai chị Tư Hậu.

## Vinh danh
Phim đã được giải thưởng Bông sen vàng của Liên hoan phim Việt Nam lần 2 năm 1973. 